# Liste der denkmalgeschützten Objekte in Kainbach bei Graz
Die Liste der denkmalgeschützten Objekte in Kainbach bei Graz enthält die 7 denkmalgeschützten, unbeweglichen Objekte der Gemeinde Kainbach bei Graz im steirischen Bezirk Graz-Umgebung in Österreich.

## Denkmäler
| Foto |                 | Denkmal                                                                                              | Standort                                              | Beschreibung | Metadaten |
| ---- | --------------- | --- | ----------------------------------------------------- | --- | --- |
| ja   | Datei hochladen | Kath. Filialkirche, Stationskaplanei Hönigtal (Mariae Himmelfahrt) HERIS-ID: 97867 Objekt-ID: 113735 | Kirchweg 2 Standort KG: Hönigthal                     | | BDA-Hist.: Q37770706 Status: § 2a Stand der BDA-Liste: 2025-06-30 Name: Kath. Filialkirche, Stationskaplanei Hönigtal (Mariae Himmelfahrt) GstNr.: 728/3 |
| ja   | Datei hochladen | Bauernhaus Tanzer mit Wachsfigur Jesuskind in barockem Schrein HERIS-ID: 97858 Objekt-ID: 113726     | Höhenstraße 31 Standort KG: Kainbach                  | | BDA-Hist.: Q37770675 Status: Bescheid Stand der BDA-Liste: 2025-06-30 Name: Bauernhaus Tanzer mit Wachsfigur Jesuskind in barockem Schrein GstNr.: .126  |
| ja   | Datei hochladen | Bildstock HERIS-ID: 97860 Objekt-ID: 113728                                                          | Johannes von Gott-Straße Standort KG: Kainbach        | | BDA-Hist.: Q37770686 Status: § 2a Stand der BDA-Liste: 2025-06-30 Name: Bildstock GstNr.: 358/15                                                         |
| ja   | Datei hochladen | Anstaltskapelle des Johannes-von-Gott-Pflegezentrums HERIS-ID: 12622 Objekt-ID: 8775                 | Johannes von Gott-Straße 12 Standort KG: Kainbach     | Die Kapelle ist ein original erhaltener Teil des 1880 errichteten und im 20. Jahrhundert mehrfach umgebauten Hauptgebäudes der Heil- und Pflegeanstalt. Die figuralen Glasfenster stammen aus dem Jahr 1903. | BDA-Hist.: Q38134428 Status: Bescheid Stand der BDA-Liste: 2025-06-30 Name: Anstaltskapelle des Johannes-von-Gott-Pflegezentrums GstNr.: 238/10          |
| ja   | Datei hochladen | Schloss Kainbach HERIS-ID: 51558 Objekt-ID: 57236                                                    | Johannes von Gott-Straße 34 Standort KG: Kainbach     | Schloss Kainbach stammt aus der Zeit nach 1620, errichtet wurde es von Andreas Eder von Kainbach. Sein heutiges Aussehen erhielt es größtenteils im späten 19. Jahrhundert, nachdem es 1875 in Besitz der Barmherzigen Brüder gekommen war, die im und rund um das Schloss ein Heil- und Pflegezentrum errichteten. Es hat zwei Türme, die den Haupttrakt nur durch ihre Dachaufsätze überragen, der südseitige trägt ein Uhrtürmchen mit Zwiebelhaube. In der Mitte der Schauseite befindet sich das steingefasste Portal. | BDA-Hist.: Q2241790 Status: Bescheid Stand der BDA-Liste: 2025-06-30 Name: Schloss Kainbach GstNr.: .56 Schloss Kainbach                                 |
| ja   | Datei hochladen | Frauensäule/Mariensäule HERIS-ID: 97875 Objekt-ID: 113743                                            | Frauensäulenweg 2, in der Nähe Standort KG: Schafthal | Die Mariensäule stammt aus dem Jahr 1721. | BDA-Hist.: Q37770729 Status: § 2a Stand der BDA-Liste: 2025-06-30 Name: Frauensäule/Mariensäule GstNr.: 641/2 Mariensäule Kainbach                       |
| ja   | Datei hochladen | Sog. Legatkreuz HERIS-ID: 75767 Objekt-ID: 89273                                                     | neben Riesstraße 373 Standort KG: Schafthal           | | BDA-Hist.: Q38140143 Status: Bescheid Stand der BDA-Liste: 2025-06-30 Name: Sog. Legatkreuz GstNr.: 622                                                  |